# 抽葶锥花
抽葶锥花（学名：Gomphostemma pedunculatum），为唇形科锥花属下的一个种。

## 扩展阅读
維基物種上的相關：抽葶锥花